# Simon Hart

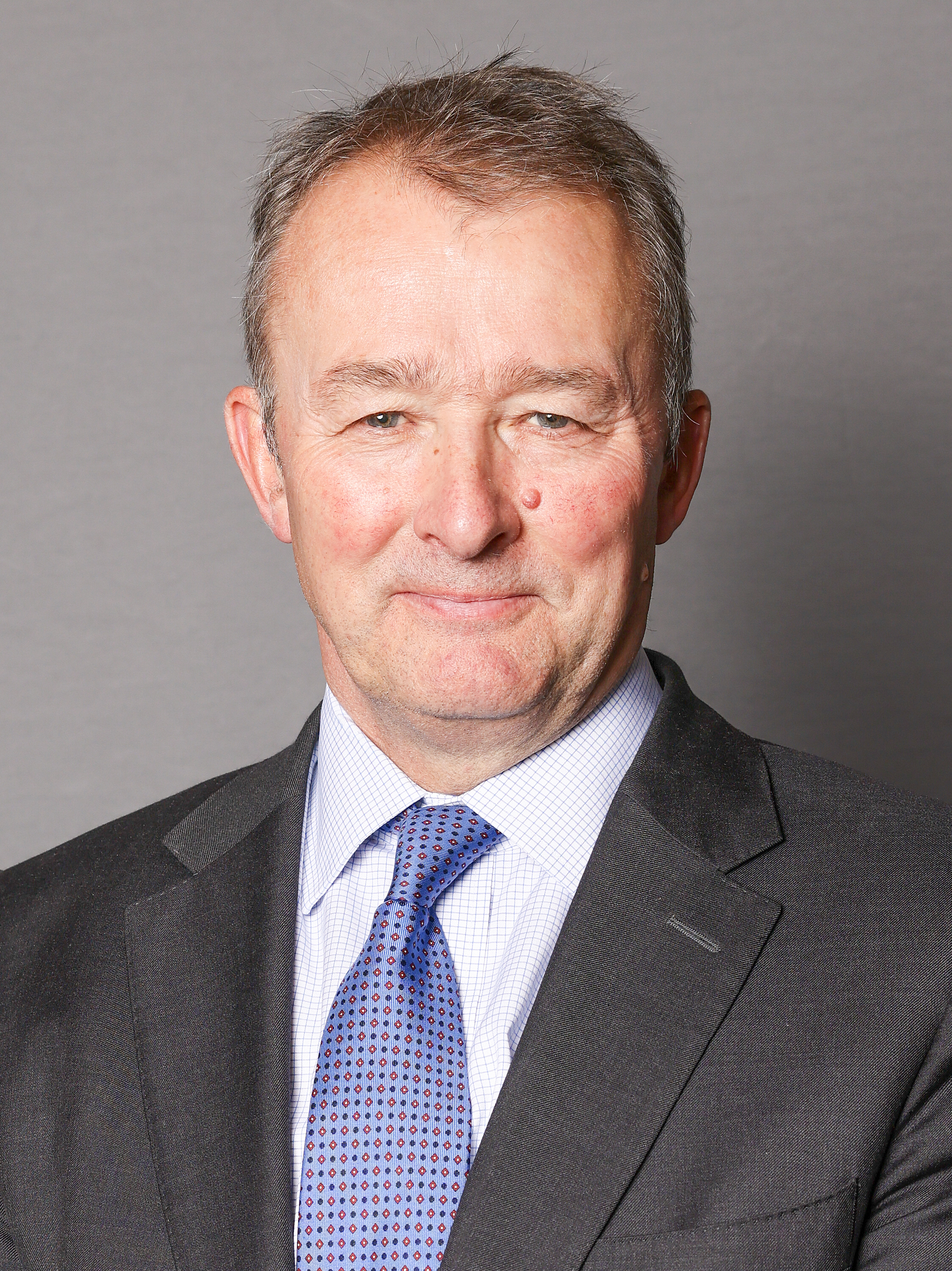
Simon Hart (25. Oktober 2022)

Simon Anthony Hart, PC (* 15. August 1963 in Wolverhampton, Staffordshire, England) ist ein britischer Politiker der Conservative Party, der unter anderem seit 2010 Abgeordneter des Unterhauses (House of Commons) ist und zwischen 2019 und 2022 im Kabinett Boris Johnson II Minister für Wales (Secretary of State for Wales) war. Seit 2022 ist er im Kabinett Sunak Erster Parlamentarischer Geschäftsführer im Unterhaus (Chief Whip of the House of Commons) und zugleich Parlamentarischer Sekretär im Schatzamt (Parliamentary Secretary to the Treasury).

## Leben

Hart ist ein starker Befürworter der Fuchsjagd, wofür er öffentlich bei Protestveranstaltungen kritisiert wurde.

Simon Anthony Hart wuchs in den Cotswolds auf und absolvierte nach dem Besuch des Radley College ein Studium am Royal Agricultural College in Cirencester und arbeitete anschließend als Immobiliensachverständiger (Chartered Surveyor) in Carmarthen und Haverfordwest. Neben seiner beruflichen Tätigkeit absolvierte er Dienst in der Territorialarmee (Territorial Army), in die er nach der Reserveoffiziersausbildung am 23. Januar 1983 zunächst als Leutnant zur Probe (Second Lieutenant on Probation) in das Royal Gloucestershire Hussars übernommen wurde, einem Regiment der Royal Wessex Yeomanry. Während seiner weiteren Dienstzeit wurde er am 1. Mai 1984 rückwirkend zum 23. Januar 1984 zum Leutnant sowie am 23. Januar 1985 zum Oberleutnant (Lieutenant) befördert, ehe er am 28. Februar 1989 mit diesem Rang aus dem Dienst der Territorialarmee schied und in die reguläre Heeresreserve (Regular Army Reserve of Officers) versetzt wurde. Er war von 2003 bis 2010 Chief Executive der Countryside Alliance, eine Organisation, die sich für Themen einsetzt, die nach ihrer Auffassung mit dem britischen Landleben verknüpft sind wie vor allem Jagd und zwar insbesondere Treib- und Hetzjagden mit Hunden auf lebende Tiere, die Verwendung von Schusswaffen sowie Angeln, sowie zwischen 2015 und 2019 Vorsitzender der Gruppe. Dementsprechend ist er ein starker Befürworter der Fuchsjagd, wofür er öffentlich bei Protestveranstaltungen kritisiert wurde.
Bei der Unterhauswahl am 6. Mai 2010 wurde er für die Conservative Party im Wahlkreis Carmarthen West and South Pembrokeshire als Nachfolger des Labour-Party-Politikers Nick Ainger erstmals Abgeordneter des Unterhauses (House of Commons) und bei den Wahlen am 7. Mai 2015, am 8. Juni 2017 und am 12. Dezember 2019 jeweils wiedergewählt. Der Wahlkreis Carmarthen West and South Pembrokeshire umfasst einen Teil der Stadt Carmarthen, Pembroke Dock, die kleinere Stadt Laugharne, die einst die Heimat von Dylan Thomas war, und den Küstenort Tenby. In Pembroke Dock und Carmarthen schneidet Labour traditionell besser ab, während die Konservativen in den ländlichen Teilen des Sitzes besser abschneiden. Carmarthen West and South Pembrokeshire ist ein marginaler Wahlkreis, der zwischen 1997 und 2010 von Labour und seit 2010 von den Konservativen gewonnen wurde. Zu Beginn seiner Parlamentszugehörigkeit war er zwischen dem 12. Juli 2010 und dem 20. Januar 2014 Mitglied des Ausschusses für politische und verfassungsrechtliche Reformen (Political and Constitutional Reform Committee) sowie daneben vom 3. Dezember 2012 bis zum 30. März 2015 Mitglied des Ausschusses für Wales (Welsh Affairs Committee). Danach war er vom 8. Juli 2015 bis zum 3. Mai 2017 Mitglied des Ausschusses für Umwelt, Ernährung und ländliche Angelegenheiten (Environment, Food and Rural Affairs Committee) sowie zwischen dem 14. Oktober 2015 und dem 22. März 2017 auch Mitglied eines Unterausschusses dieses Ausschusses. Daraufhin war er vom 11. September 2017 bis zum 6. November 2019 Mitglied des Ausschusses für Kultur, Medien und Sport (Culture, Media and Sport Committee) sowie zugleich zwischen dem 26. Oktober und dem 20. Dezember 2017 sowohl Mitglied des Ausschusses für Standards im öffentlichen Leben (Committee on Standards in Public Life) als auch Mitglied des Ausschusses für Privilegien (Committee of Privileges). Später war er vom 12. März bis zum 6. November 2019 Mitglied eines Unterausschusses für Desinformation des Ministeriums für Kultur, Medien und Sport.

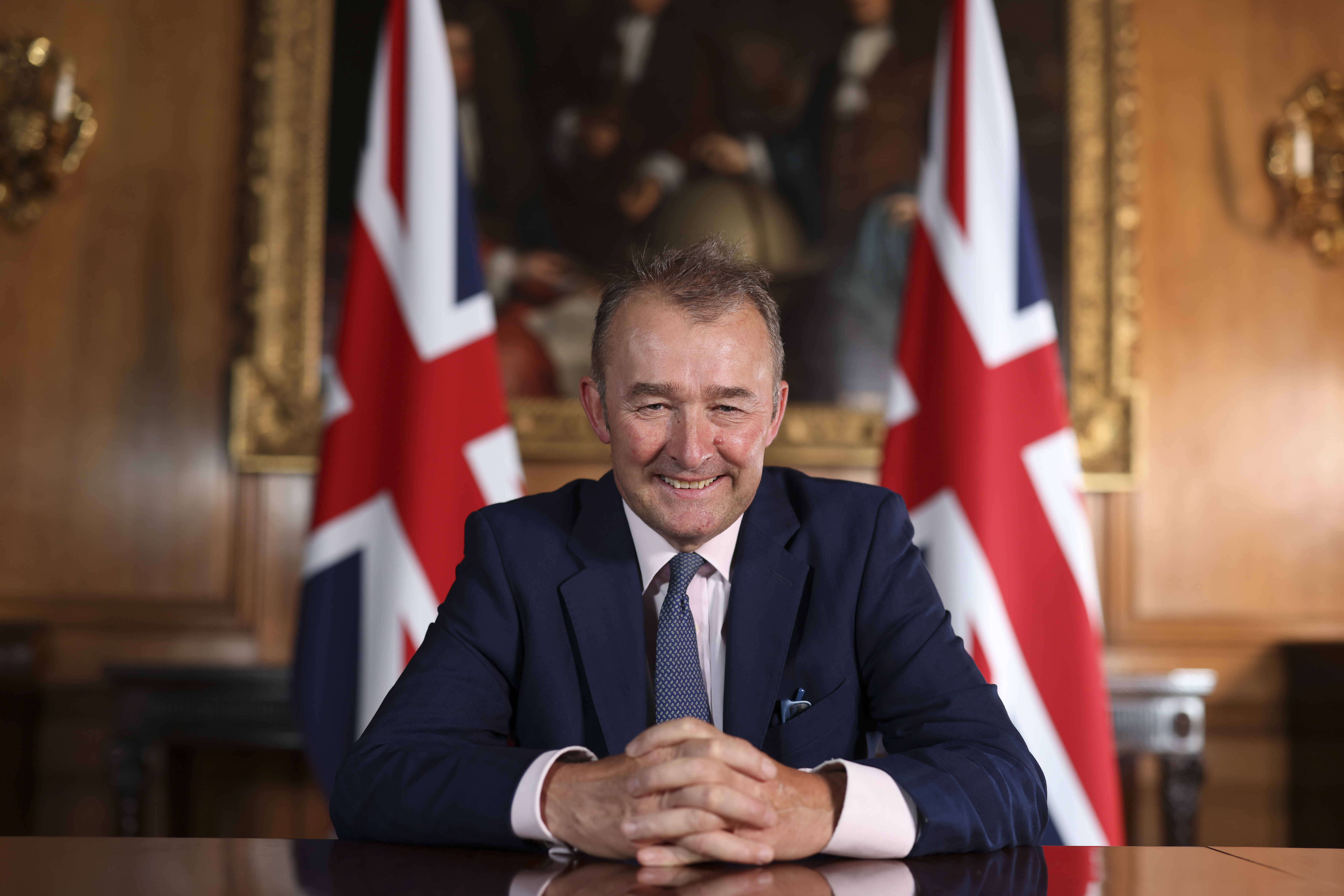
Hart als Minister für Wales (15. September 2021).

Beim EU-Referendum am 23. Juni 2016 zum EU-Austritt des Vereinigten Königreichs (Brexit) stimmte er für den Verbleib in der Europäischen Union (EU) stimmte. Simon unterstützte die Kandidatur von Boris Johnson zur Wahl zum Parteiführer (Leader) der Conservative Party am 23. Juli 2019 und war daraufhin vom 27. Juli bis zum 16. Dezember 2019 zunächst Parlamentarischer Staatssekretär für Implementierung im Kabinettsamt (Parliamentary Secretary, Cabinet Office (Minister for Implementation)). Im Anschluss wurde er am 16. Dezember 2019 im Kabinett Boris Johnson II Minister für Wales (Secretary of State for Wales) und bekleidete dieses Ministeramt bis zu seinem Rücktritt am 6. Juli 2022, woraufhin Robert Buckland seine Nachfolge antrat. Ferner wurde er 2019 auch Mitglied des Privy Council (PC), ein politisches Beratungsgremium des britischen Monarchen. Er war zeitweise Handelsgesandter des Premierministers für Panama, Costa Rica und die Dominikanische Republik und ist seit dem 18. Januar 2022 auch Mitglied des Walisischen Großen Ausschusses (Welsh Grand Committee). Simon war außerdem Mitglied und zeitweise Vorsitzender mehrerer überparteilicher Gruppen, die sich unter anderem mit dem Tourismus in Wales, Lernen außerhalb von Schulen, Meeresenergie und Gezeitenlagunen sowie EU/US-Handel befassten. Außerdem wurde er am 30. Juni 2022 als Nachfolger von Oberstleutnant Rupert Ponsonby, 7. Baron de Mauley zum Ehrenoberst der Royal Wessex Yeomanry ernannt und gemäß den Bestimmungen von Absatz 4 der Officers' Commissions (Army) Order 1967 bei den Landstreitkräften im Rang eines örtlichen Obersten (Local Colonel) für die Dauer der Ernennung eingesetzt
Am 25. Oktober 2022 wurde Simon Hart im Kabinett Sunak Erster Parlamentarischer Geschäftsführer im Unterhaus (Chief Whip of the House of Commons) und zugleich Parlamentarischer Sekretär im Schatzamt (Parliamentary Secretary to the Treasury). Als „Chief Whip“ ist er für die Verwaltung des Whip-Systems verantwortlich, das sicherstellt, dass Mitglieder der Partei im Parlament anwesend sind und dort so abstimmen, wie es die Parteiführung wünscht.
Aus der Ehe von Hart, der in Pembrokeshire lebt, mit Abigail Kate Hart gingen zwei Kinder hervor.